# Álex Bolaños
Álex Bolaños García (Barcelona, 6 januari 1990) is een Spaanse voetballer. Hij speelt als verdediger bij Real Unión.

## Clubvoetbal
Bolaños speelde in het seizoen 2007/2008 en 2008/2009 in de FC Barcelona Juvenil A, het hoogste jeugdelftal van FC Barcelona. Op 9 december 2007 maakte hij zijn debuut voor FC Barcelona B in de competitiewedstrijd tegen AEC Manlleu. Met de Juvenil A won hij in 2009 de regionale groep van de División de Honor en de Copa de Campeones. In 2009 vertrok Bolaños naar Atlético Ciudad.

### Statistieken
| seizoen    | club            | land   | competitie               | wed. | goals |
| ---------- | --------------- | ------ | ------------------------ | ---- | ----- |
| 2007/08    | FC Barcelona B  | Spanje | Tercera División Grupo 5 | 6    | 0     |
| 2008/09    | FC Barcelona B  | Spanje | Tercera División Grupo 5 | 0    | 0     |
| 2009/10    | Atlético Ciudad | Spanje | Segunda División B       | 6    | 0     |
| 2010/11    | UDA Gramenet    | Spanje | Segunda División B       | ?    | ?     |
| 2010/11    | Real Unión      | Spanje | Segunda División B       | ?    | ?     |
| Bijgewerkt | 23-10-2009      |        |                          |      |       |

## Nationaal elftal
In augustus en september 2007 nam Bolaños met Spanje deel aan het WK Onder-17 in Zuid-Korea. Spanje haalde de finale, maar verloor na strafschoppen van Nigeria.